# Вишнёвка (Морозовский район)
Вишнёвка — хутор в Морозовском районе Ростовской области.
Входит в состав Вольно-Донского сельского поселения.

## Население
| 2010 |
| ---- |
| 444  |

## Улицы
| - ул. Вишнёвая, - ул. Дружбы, - пер. Коммунальный, - пер. Новый, | - ул. Парковая, - ул. Прудовая, - ул. Степная, - ул. Центральная. |